# Embaixada da Coreia do Norte em Brasília
A Embaixada da Coreia do Norte em Brasília é a missão diplomática norte-coreana no Brasil. Está localizada no endereço: SHIS QI 25, Conjunto 10, Casa 11 - Setor de Habitações Individuais Sul.
As relações diplomáticas entre os dois países começaram em 2001, sob tutela do então Ministro das Relações Exteriores, Celso Lafer, durante o governo Fernando Henrique Cardoso. A abertura do consulado no país foi feita no ano de 2005.
Em contrapartida, o Brasil abriu uma embaixada na Coreia do Norte em 2009.
Com o intuito de estreitar laços comerciários entre os dois países, em 2009, o ministro das Relações Exteriores, Celso Amorim  juntamente com o embaixador Arnaldo Carrilho, receberam o ministro dos Negócios Estrangeiros da Coreia do Norte, Pak Ui-chun no consulado.

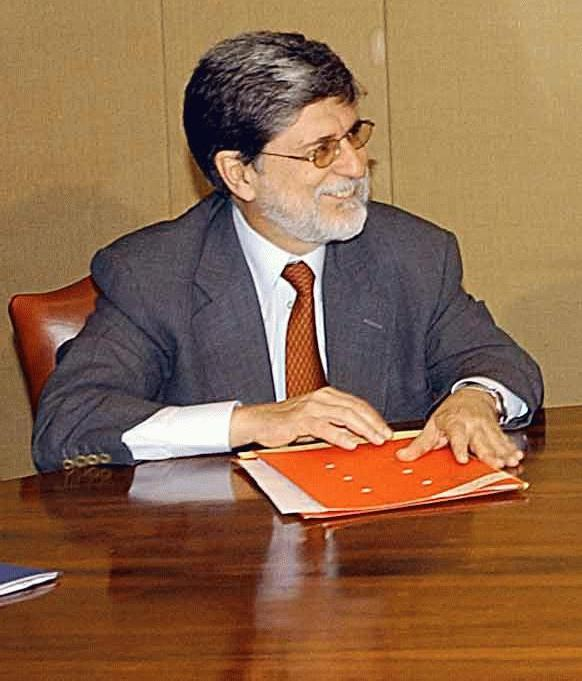
O então ministro das Relações Exteriores do Brasil, Celso Amorim (foto), recebeu o chanceler norte coreano Pak Ui-chun no ano de 2009 em Brasília.

Nos anos seguintes, o Brasil fez três doações, de caráter humanitário, em favor do povo norte-coreano, por meio do Programa Mundial de Alimentos (PMA), das Nações Unidas.

## Serviços
A embaixada realiza os serviços protocolares das representações estrangeiras, como o auxílio aos norte-coreanos que moram no Brasil e aos visitantes vindos da Coreia do Norte e também para os brasileiros que desejam visitar ou se mudar para o país asiático.
Outras ações que passam pela embaixada são as relações diplomáticas com o governo brasileiro nas áreas política, econômica, cultural e científica, defendendo os interesses norte-coreanos.